# Metabiantes machadoi
Metabiantes machadoi – gatunek kosarza z podrzędu Laniatores i rodziny Biantidae.